# Индонезийско-камбоджийские отношения
Индонезийско-камбоджийские отношения — двусторонние дипломатические отношения между Индонезией и Камбоджей. С момента установления дипломатических отношений Индонезия является сторонником мира и стабильности в Камбодже. В 1992 году Индонезия направила войска для Временного органа ООН в Камбодже и поддержала членство Камбоджи в АСЕАН в 1999 году. Камбоджийские власти положительно оценивают участие Индонезии в жизни страны. Государства являются членами Организации Объединённых Наций, Движения неприсоединения и АСЕАН.

## История

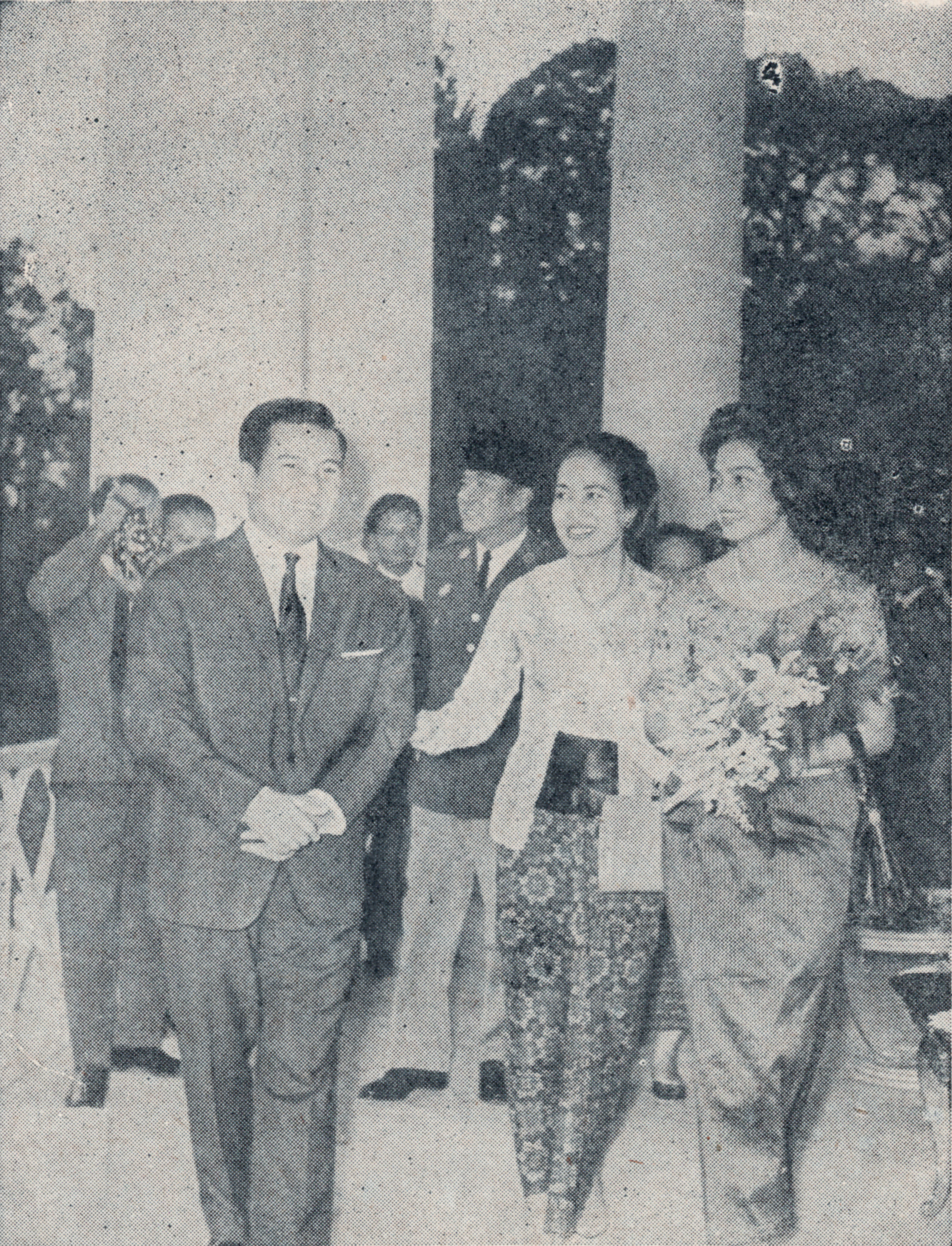
Королевский визит в Индонезию в 1964 году. Нородом Сианук и Нородом Монинеат Сианук приветствует Хартини Сукарно, на заднем плане — первый президент Индонезии Сукарно

Отношения между государствами восходят к королевству Ченла и Яванской династии Шайлендров, а также Шривиджая. Упоминалось, что император Джайаварман II некоторое время проживал на Яве во время правления Саилендраса и в 802 году провозгласил себя всемирным монархом. Существует сходство между Баконгом IX века и храмом Боробудур, что позволяет предположить, что Боробудур служил прототипом Баконга. Существует вероятность, что жители Камбуджадеша посещали Яву, а затем возвращались обратно, привозя с собой технические знания и архитектурные решения.
Камбоджа приняла участие в Бандунгской конференции, также известной как Азиатско-Африканская конференция, состоявшейся в апреле 1955 года, по результатам которой было создано Движение неприсоединения. В 1956 году Индонезия признала Камбоджу суверенным государством, а в следующем году государства установили дипломатические отношения. В 1960 году Индонезия оформила договор о дружбе с Королевством Камбоджа посредством принятия закона UU 8/1960.
В 1960-х годах президент Индонезии Сукарно посетил Камбоджу, а принц Нородом Сианук побывал в Индонезии. В 1992 году Индонезия предоставили войска для Временного органа ООН в Камбодже для оказания помощи в обеспечении безопасности и мира. Индонезия также приветствовала и поддержала членство Камбоджи в АСЕАН в 1999 году.

## Культура

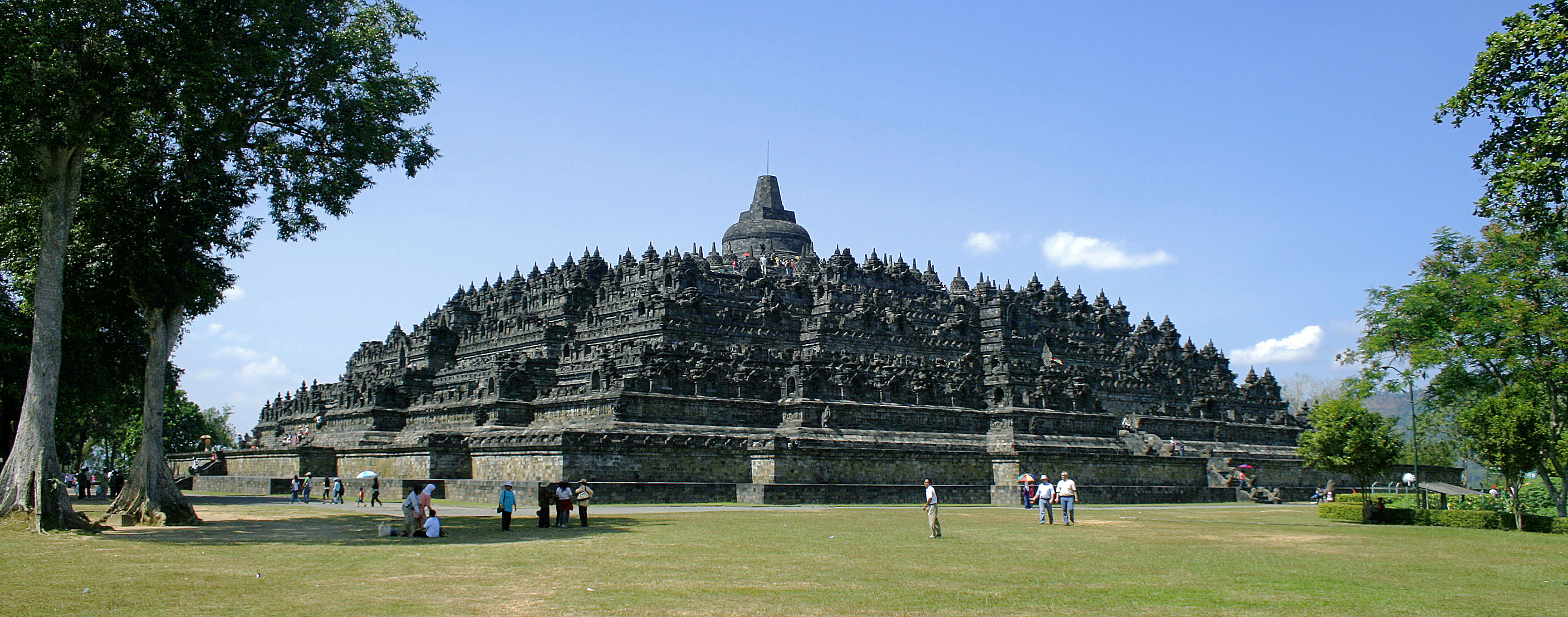
Храм Боробудур примерно на 300 лет старше Ангкор-Вата

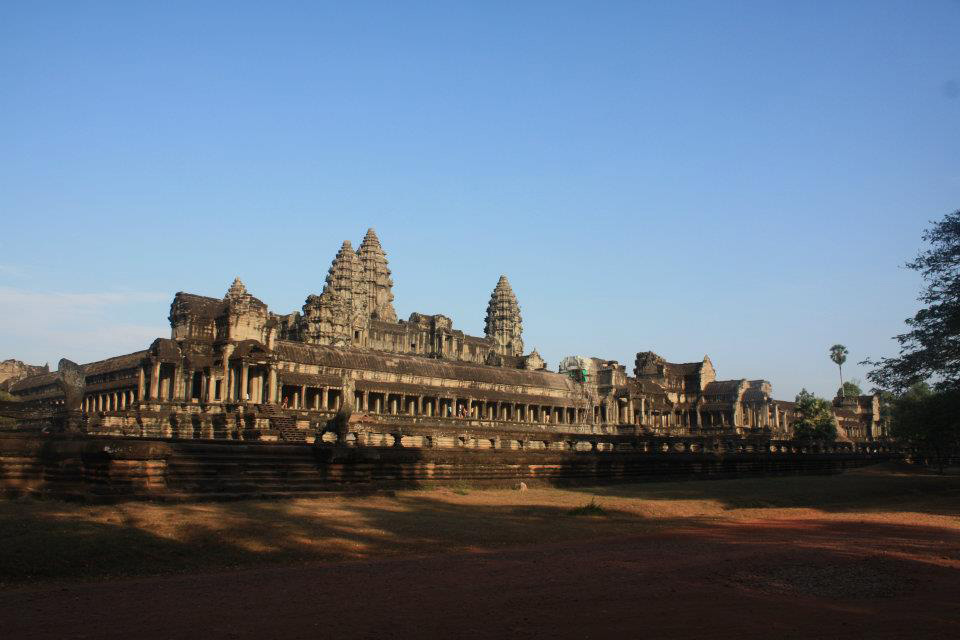
Ангкор-Ват в Камбодже

У государств имеются схожие археологические сооружения, которые являются объектами Всемирного наследия ЮНЕСКО: храм Боробудур и Ангкор-Ват были объявлены побратимами в январе 2012 года на Форуме по туризму АСЕАН в Манадо, Северный Сулавеси. Также было предложено на этом мероприятии признать городами-побратимами Сиемреап и Джокьякарта. Индонезия, имеющая опыт по восстановлению Боробудура, оказала содействие Камбодже в её усилиях по сохранению Ангкора. Индонезия входит в число стран, которые оказывают помощь в проекте реставрации Ангкора, особенно трёх главных ворот в королевском ограждении дворца Ангкор, который изначально был археологическим памятником Пхимеанакас:72.

## Экономические отношения
В июне 2010 года государства подписали соглашение о безвизовом режиме для улучшения взаимоотношений и организации взаимодействия между бизнесменами. Торговые отношения между государствами демонстрируют устойчивый рост. В 2013 году по данным Министерства торговли Камбоджи, объём товарооборота составил сумму 220 миллионов долларов США, что на 10 % больше, чем годом ранее.
В августе 2012 года Индонезия подписала соглашение об импорте из Камбоджи до 100 000 тонн риса в год.

## Безопасность
Исторически государства имели тесные военные отношения. В 1972 году сухопутные войска Индонезии обучали камбоджийский парашютно-десантный батальон, который сражался на заключительном этапе гражданской войны в Камбодже (1970-1975).
Камбоджа и Таиланд доверяют Индонезии роль посредника для разрешения межгосударственных споров и разрешили индонезийским наблюдателям отправиться на границу между странами, чтобы помочь предотвратить дальнейшие военные столкновения, а также Индонезия была назначена наблюдателем в камбоджийско-тайском пограничном конфликте.

## Дипломатические представительства
- Индонезия имеет посольство в Пномпене[13].
- Камбоджа содержит посольство в Джакарте[14].